# Karolina Lanckorońska

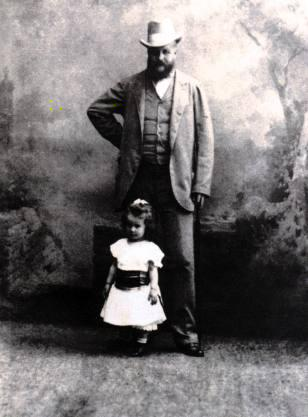
Karolina Lanckorońska z ojcem Karolem (ok. 1900)

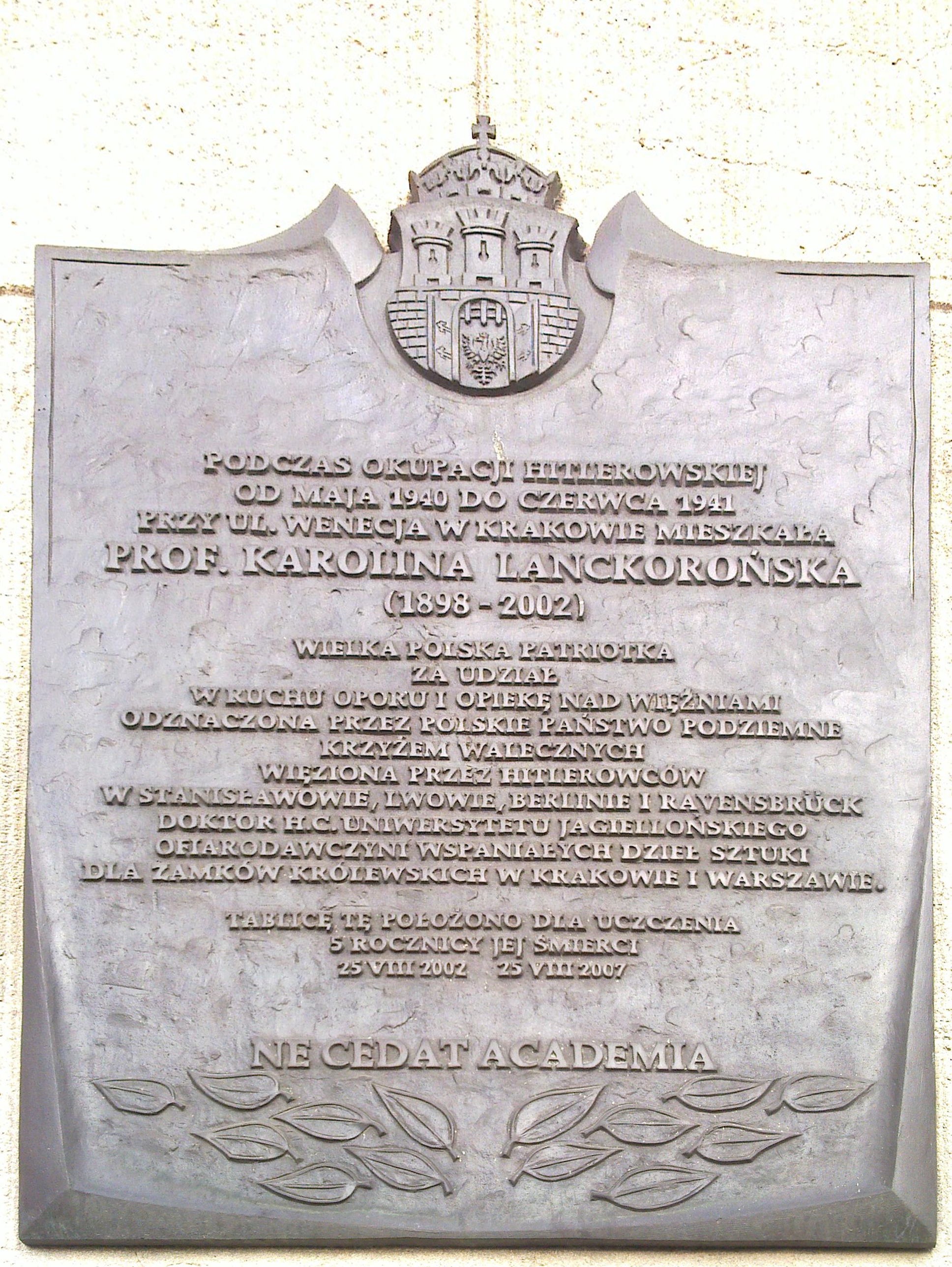
Tablica upamiętniająca prof. Karolinę Lanckorońską przy ul. Wenecja 1 w Krakowie

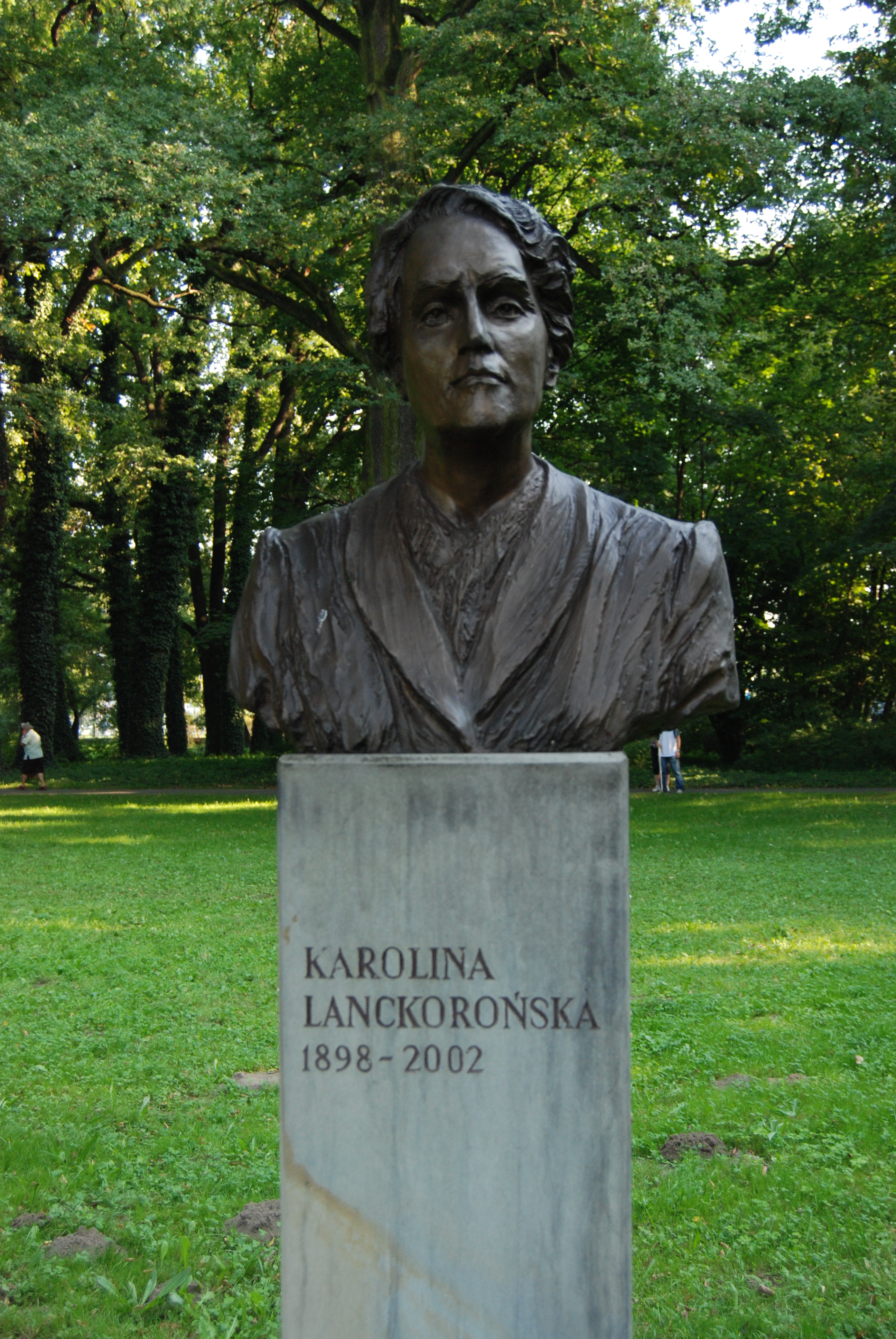
Popiersie w Parku Jordana w Krakowie

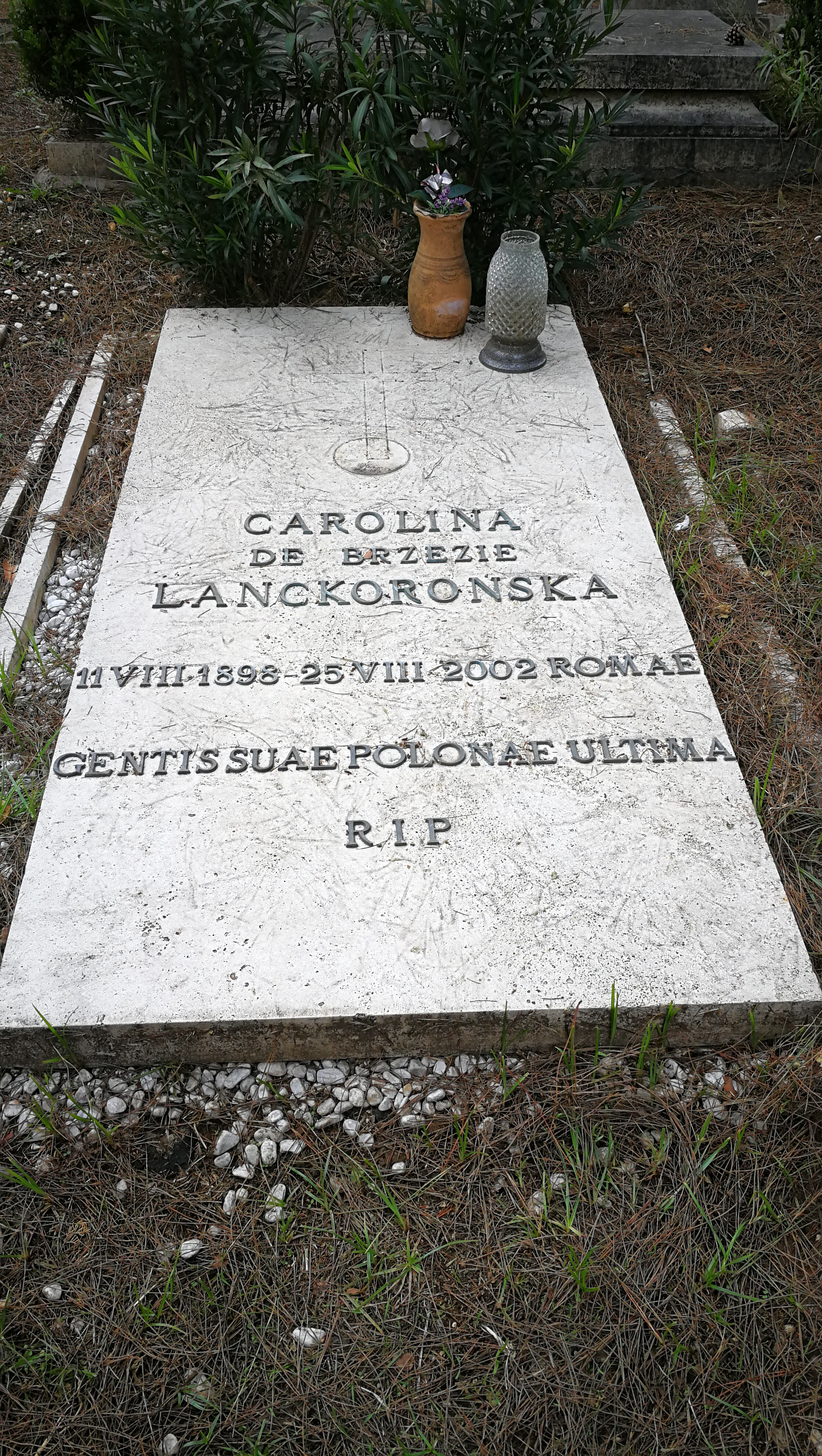
Płyta nagrobna Karoliny Lanckorońskiej na cmentarzu Campo Verano w Rzymie

Została pochowana na rzymskim cmentarzu Campo Verano.
Karolina Maria Adelajda Franciszka Ksawera Małgorzata Edina Lanckorońska z Brzezia herbu Zadora (ur. 11 sierpnia 1898 w  Buchberg am Kamp, Dolna Austria, zm. 25 sierpnia 2002 w Rzymie) – polska historyk i historyk sztuki, nauczycielka akademicka Uniwersytetu Jana Kazimierza, żołnierz Armii Krajowej, więzień obozu koncentracyjnego Ravensbrück, oficer prasowa 2 Korpusu Polskiego Polskich Sił Zbrojnych, po 1945 najszerzej rozpoznawalna działaczka Polonii we Włoszech, inicjatorka i współzałożycielka Polskiego Instytutu Historycznego w Rzymie, pisarka, członek założyciel Polskiego Towarzystwa Naukowego na Obczyźnie i członkini Polskiej Akademii Umiejętności.

## Życiorys

### Wykształcenie
Pochodziła z rodu arystokratycznego herbu Zadora, była córką hrabiego Karola Lanckorońskiego i jego trzeciej żony Małgorzaty von Lichnowsky. Była przyrodnią siostrą Antoniego Lanckorońskiego.
Ukończyła gimnazjum w Wiedniu (Freyung), w latach 1917–1921 studiowała, również w Wiedniu, historię sztuki. W 1926 roku obroniła doktorat. Zajmowała się głównie zagadnieniami sztuki baroku i twórczością Michała Anioła. W 1935 habilitowała się na Uniwersytecie Jana Kazimierza we Lwowie na podstawie rozprawy Dekoracja malarska kościoła Il Gesu w Rzymie (wkrótce wydanej drukiem) i została zatrudniona na tej uczelni jako docent, kierownik katedry historii sztuki na Wydziale Humanistycznym. Jednocześnie pełniła funkcję sekretarza Towarzystwa Polskich Badań Historycznych we Lwowie. W październiku 1936 otrzymała prawo veniam legendi z zakresu historii sztuki na Wydziale Humanistycznym Uniwersytetu Jana Kazimierza we Lwowie. Odbyła serię wyjazdów naukowych do Anglii i Holandii, m.in. do London School of Economics, gdzie przebywała w roku 1936/1937. 
Od 1933 (po śmierci ojca) zajmowała się także administracją dóbr rodzinnych. Pozowała także do rysunków i obrazów, m.in. Jacka Malczewskiego. W 1934 zamieszkała we Lwowie przy ulicy Zimorowicza 19 (obecnie Dudajewa) i rozpoczęła prowadzenie wykładów na Uniwersytecie Jana Kazimierza z historii sztuki włoskiej.

### II wojna światowa
Wybuch wojny zastał ją we Lwowie. Po zajęciu miasta przez Armię Czerwoną przez pewien czas kontynuowała wykłady na Uniwersytecie Lwowskim. Zaangażowała się w działalność konspiracyjną. Wobec zagrożenia aresztowaniem przez NKWD skorzystała z możliwości wymiany ludności między terenami polskimi okupowanymi przez ZSRR i hitlerowskie Niemcy i przeszła 3 maja 1940 na ziemie okupowane przez Niemców. Służyła w szeregach Związku Walki Zbrojnej, a następnie w Armii Krajowej (porucznik). Z polecenia dowództwa konspiracyjnego brała udział w pracach uznawanej przez Niemców Rady Głównej Opiekuńczej, utrzymując m.in. kontakt z wieloletnim przyjacielem rodziny, arcybiskupem krakowskim Adamem Sapiehą.
W końcu 1941 kilkakrotnie przebywała we Lwowie z pomocą więzionym w tamtejszych więzieniach i w celu stworzenia silnej placówki RGO we Lwowie obejmującą opieką całą Małopolskę Wschodnią.
W styczniu 1942 przyjechała ponownie do Lwowa z zadaniem zorganizowania filii Rady Głównej Opiekuńczej (tzw. Komitetu Polskiego) w województwie stanisławowskim. Wkrótce jednak (maj 1942) została w Kołomyi aresztowana przez Gestapo i po przewiezieniu do Stanisławowa przesłuchiwał ją szef Gestapo w Stanisławowie, hauptsturmführer Hans Krüger, znany z akcji wymordowania polskiej inteligencji w Stanisławowie. W przekonaniu, że aresztowana wkrótce poniesie śmierć, oficer Gestapo pochwalił się przed nią swoją decydującą rolą także w mordzie profesorów lwowskich (3 na 4 lipca 1941). Już po wojnie zeznania Lanckorońskiej oraz przekazany b. rektorowi Uniwersytetu Lwowskiego Stanisławowi Kulczyńskiemu tzw. Raport Karli Lanckorońskiej (opublikowany w 1977) były ważnymi dowodami przy próbach wyjaśnienia zbrodni lwowskiej.
Lanckorońska została przeniesiona ze Stanisławowa do Lwowa, a następnie 9 stycznia 1943 wysłana do obozu koncentracyjnego Ravensbrück (nr obozowy 16076), doczekała tam jednak zwolnienia. U schyłku wojny 5 kwietnia 1945 uwolniono ją po interwencji Carla J. Burckhardta, prezesa Międzynarodowego Czerwonego Krzyża. Wydarzenia wojenne opisała w książce Wspomnienia wojenne 22 IX 1939 – 5 IV 1945 nominowanej do Nagrody Literackiej Nike 2002.

### Po wojnie
Krótko po uwolnieniu z obozu podjęła współpracę z 2 Korpusem Polskim generała Władysława Andersa jako oficer prasowy. Zajęła się m.in. organizacją studiów dla zdemobilizowanych żołnierzy (ok. 1300 osób) na emigracji. Po wojnie osiadła we Włoszech. W 1945 była jednym z inicjatorów założenia Polskiego Instytutu Historycznego w Rzymie. Do jego powstania przyczyniła się także finansowo, sama stanęła na czele Instytutu jako dyrektor. W ramach Instytutu zainicjowała wydawanie czasopisma „Antemurale” (rocznik, 1954–1982, 30 tomów) i serii: „Elementa ad Fontium Editiones” (do 1987 75 tomów) i „Acta Nuntiaturae Polonae” (od 1990), upowszechniających ważne źródła dotyczące historii Polski (m.in. dziejów nuncjatury apostolskiej w Polsce). Członek-założyciel Polskiego Towarzystwa Naukowego na Obczyźnie.
W 1967 była świadkiem na procesie Hansa Krügera w Münster, gestapowca ze Stanisławowa.
Założyła Fundusz im. Karola Lanckorońskiego (od 1967 pod nazwą Fundacja Lanckorońskich z Brzezia z siedzibą w szwajcarskim Fryburgu i w Londynie), wspierający zarówno polskie instytucje emigracyjne (m.in. założony i kierowany przez nią Polski Instytut Historyczny w Rzymie, Biblioteka Polska w Paryżu) i krajowe (głównie biblioteki uniwersyteckie), jak i odbiorców indywidualnych (stypendia dla polskich naukowców przygotowujących rozprawy doktorskie i habilitacyjne poza krajem, współfinansowanie leków dla pracowników Uniwersytetu Jagiellońskiego). Na emigracji kontynuowała pracę naukową, pozostając aktywną do późnych lat życia. W połowie lat 50. prowadziła badania domniemanego grobowca Bolesława Śmiałego w Ossiach w Karyntii. Królowi Bolesławowi i jego konfliktowi z biskupem Stanisławem ze Szczepanowa poświęciła artykuł W sprawie sporu między Bolesławem Śmiałym a św. Stanisławem („Teki Historyczne”, tom IX, 1958).
W 1990 została przyjęta w poczet członków Polskiej Akademii Umiejętności. Nadano jej doktoraty honorowe m.in. Uniwersytetu Jagiellońskiego (1983), Polskiego Uniwersytetu na Obczyźnie w Londynie (1988), Uniwersytetu Wrocławskiego (1990).
Profesor Karolina Lanckorońska była ostatnim przedstawicielem swojego rodu. 

### Kolekcja Lanckorońskich
W 1994 Karolina Lanckorońska ofiarowała Polsce zachowaną część kolekcji dzieł sztuki, zgromadzonej przez jej ojca w pałacu Lanckorońskich w Wiedniu.
37 obrazów otrzymał Zamek Królewski w Warszawie, m.in. dwa dzieła Rembrandta. Ponad 500 zabytkowych obiektów, wśród nich 82 obrazy włoskie i ponad 220 rysunków Jacka Malczewskiego przekazała Zamkowi Królewskiemu na Wawelu – Państwowym Zbiorom Sztuki.
Obdarowane zostały też inne instytucje: Biblioteka Jagiellońska, Muzeum Uniwersytetu Jagiellońskiego, Muzeum Narodowe w Warszawie, Muzeum Wojska Polskiego w Warszawie, Polska Akademia Umiejętności.

## Odznaczenia
- Krzyż Wielki Orderu Odrodzenia Polski (1991)
- Krzyż Walecznych (1942)
- Brązowy Krzyż Zasługi z Mieczami (1965)
- Krzyż Armii Krajowej (1968)
- Krzyż Kombatancki Stowarzyszenia Polskich Kombatantów (1988)
- Krzyż Oficerski Orderu Zasługi Republiki Włoskiej (1997)
- Krzyż Komandorski z Gwiazdą Orderu Świętego Grzegorza Wielkiego (1998) nadany przez Jana Pawła II z okazji 100. rocznicy urodzin
- Medal Polonia Mater Nostra Est (2001)[15]
- Złota odznaka honorowa Koła Lwowian w Londynie (1970)[16]
- Srebrny Medal Cracoviae Merenti oznaczony numerem drugim (1995)[17]

Karolina Lanckorońska upamiętniona została w ramach projektu „słynni Polacy XX w.” popiersiem, które stoi w parku im. Henryka Jordana w Krakowie (V.2) – odsłonięcie 2 maja 2010.

### Literatura podmiotowa
- Karolina Lanckorońska, Wspomnienia wojenne 22 IX 1939 – 5 IV 1945, wyd. I, Kraków:  Wydawnictwo Znak, 2001, ISBN 83-240-0077-1.
- Dekoracja Kościoła "IL GESU" : Na tle rozwoju baroku w Rzymie, Towarzystwo Naukowe, Lwów 1935.
- Notatki z podróży do Grecji, Wydawnictwo Więź, Warszawa 2004.
- Szkice wspomnień, Wydawnictwo Więź, Warszawa 2005.

### Opracowania
- Sylwetka Karoliny Lanckorońskiej
- Wspomnienie pośmiertne
- Karolina Lanckorońska – Wspomnienia wojenne
- dar dla Zamku Królewskiego w Warszawie
- artykuł na portalu kresy.pl
- Włodzimierz Bonusiak, Kto zabił profesorów lwowskich?, Rzeszów 1989
- Piotr Czartoryski-Sziler – Karolina Lanckorońska – wybitny mecenas kultury polskiej
- Agata i Zbigniew Judyccy, Polonia. Słownik biograficzny, Warszawa 2000
- Jerzy Miziołek, The Lanckoronski collection in Poland, „Antichità viva” 34 (1995), Nr. 3 (1995), s. 27–49 .
- Jerzy Miziołek, „Flammans pro recto”. Kilka myśli o ostatnich z rodu Lanckorońskich, czyli o patriotyzmie, europejskiej kulturze artystycznej i tradycji antyku, „Konteksty. Polska Sztuka Ludowa. Antropologia kultury – Etnografia – Sztuka” 63 (2009), Nr. 3, s. 90–109
- Tadeusz Rojek, XIII tajemnic historii, Maciej Kałkus (ilustr.), Warszawa: „Nasza Księgarnia”, 1987, ISBN 83-10-08952-X, OCLC 835884910. Brak numerów stron w książce
- Jurij Smirnow – Rzecz o Karolinie Lanckorońskiej
- Anna Szczecina-Berkan: Ordery i odznaczenie Karoliny Lanckorońskiej. „Kronika Zamkowa” 2007 t. 1–2 (53–54) s. 237–252. [dostęp 2012-05-13].
- Marcin Wilk, Karolina Lanckorońska: arystokratka, uczona, protektorka, Muzeum Historii Polski w Warszawie .
- Zbigniew Wójcik, Karolina Lanckorońska (11 VIII 1898 – 25 VIII 2002), "Kwartalnik Historyczny" 110 (2003), nr 2, s. 171–174.